# 沃氏氧化反应
沃氏氧化反应（Oppenauer氧化），也译作欧芬脑尔氧化，是二级醇与丙酮（或甲乙酮、环己酮）在碱存在下一起反应，醇被氧化为酮，同时丙酮被还原为异丙醇的反应。

它是Meerwein-Ponndorf-Verley还原反应的逆反应，属于可逆反应，也是一个由二级醇制备酮的有效方法，目前应用不是很广，适用于含不饱和键或对酸不稳定的二级醇。类似的氧化反应还有戴斯-马丁氧化反应、斯文氧化反应以及用PCC等铬酸盐作氧化试剂的反应。
反应中常用的碱为叔丁醇铝或异丙醇铝，但也有很多改进方法，例如使用三甲基铝（见下），或使用三氯乙醛和氧化铝的混合物来达到选择性氧化二级醇的目的。一级醇可以不受破坏，虽也可以氧化为相应的醛，但存在副反应羟醛缩合反应，效果并不很好。

## 反应机理
在此机理的第一步中，醇（1）与铝配位形成氧鎓配合物（3），随后该配合物的被醇盐离子夺取质子（4）。反应第三步，丙酮与铝配位，二者形成一个六元椅式过渡态配合物（8），该不稳定的配合物会迅速在铝催化下发生氢转移，至丙酮的α-碳上。该步完成后，即得到目标酮结构（9）。